# Guillaume V du Bec Crespin
Pour les articles homonymes, voir Guillaume V, Crespin, Bec (homonymie) et Becq.
Guillaume Crespin (vers 1245 † vers 1290), cinquième du nom, est un militaire et aristocrate français du XIIIe siècle.

## Biographie
Fils de Guillaume IV Crespin et d'Amicie, fille de Barthélemy de Roye, Guillaume V fut maréchal de France et connétable héréditaire de Normandie.
Il fut également commissaire pour la réformation des bailliages d’Amiens, de Lille et de Tournai.
Il participe à la huitième croisade en 1270.
Il est qualifié maréchal de France dans un arrêt de 1283.
De son mariage avec Jeanne, baronne de Varenguebec, fille de Guillaume de Mortemer, qui lui apporte le fief du Bec, il eut trois enfants :
- Guillaume VI, baron du Bec-Crespin.
- Jean, seigneur de Dangu.
- Galienne, mariée à Pierre Ier de Lastic, chevalier auvergnat.

## Armoiries
Fuselé d'argent et de gueules.